# SN 2009lc
SN 2009lc – supernowa odkryta 14 listopada 2009 roku w galaktyce A213650-4657. W momencie odkrycia miała maksymalną jasność 17,70m.